# Aleksander Szymkiewicz
Aleksander Szymkiewicz (ur. 12 listopada 1858 w Sankt Petersburgu, zm. 1908 w Tbilisi) – polski architekt działający w Gruzji.

## Życiorys
Był synem pochodzącego spod Kowna adwokata, polskiego szlachcica Polikarpa Szymkiewicza (syna Ignacego Szymkiewicza) i Adelajdy pochodzącej z rodziny o niemiecko-szwedzkich korzeniach. W latach 1867–1875 uczęszczał do prestiżowej szkoły, było to niemieckie gimnazjum im. Karola Maya. W 1879 rozpoczął studia w petersburskiej Akademii Sztuk Pięknych na wydziale architektury. Za osiągnięcia podczas nauki otrzymał mały i duży srebrny medal. Po czterech latach studiów za projekt "podmiejskiej rezydencji wielkoksiążęcej" otrzymał tytuł architekta II klasy. Wstawiennictwo rodziny sprawiło, że w 1885 wyjechał do Tbilisi, gdzie otrzymał posadę sekretarza gubernialnego, a następnie architekta miejskiego, zastąpił na tym stanowisku rodaka Aleksandra Zborzewskiego. Funkcję tę pełnił do 1891, a następnie był radnym miejskim. W latach 1905 do 1906 wykładał rysunek i architekturę w tbiliskiej szkole malarstwa i rzeźby, która działała przy Kaukaskim Towarzystwie Krzewienia Sztuk Pięknych. Zmarł w 1908, rok później grupa architektów i urzędników powołała nazwany jego imieniem fundusz stypendialny, który co roku przyznawał stypendia dwóm studentom z Zakaukazia, którzy pragnęli rozpocząć studia techniczne. Syn Aleksandra Szymkiewicza Mikołaj opuścił Gruzję i osiadł we Francji, ukończył studia architektoniczne i prowadził pracownię. Synem Mikołaja, a wnukiem Aleksandra był Sacha Chimkevitch.

## Projekty
Budynki zaprojektowane przez Aleksandra do czasów obecnych są uważane za jedne z najbardziej reprezentacyjnych obiektów w Tbilisi.
- Dom islamski przy ul. Uznadze 19 (1885) wybudowany dla Kateriny Rodinowej;
- Kamienica przy ul. Igorowkwa 6 (1887);
- Kamienica przy ul. Czonkadze 8 (1888);
- Kaukaska Stacja Hodowli Jedwabników, obecnie Państwowe Muzeum Jedwabnictwa przy ul. Tsabadze 6 (1890-1892)[2]
- Sąd gubernialny, obecnie Sąd Najwyższy Gruzji przy ul. Braci Zubalaszwili 32 (1894)[3];
- Towarzystwo Artystyczne, a następnie Państwowy Teatr Akademicki im. Szoty Rustawelego przy alei Rustawelego (1898-1901), wspólnie z Kornelim Tatiszczewem;
- Modernizacja pasażu przy ul. Puszkina (1901-1902);
- Kamienica Archangelo Andreolettiego przy ul. Agmaszenebeli 75 (1901);
- Stacje kolejki szynowej na wzgórze Mtacminda (1903-1905);
- Szkoła muzyczna Cesarskiego Rosyjskiego Towarzystwa Muzycznego, obecnie Państwowa Akademia Muzyczna im. Wano Sarajiszwili przy ul. Gribojedowa 8 (1901-1904) (dawniej budynek sądowy);

Poza Tbilisi:
- Gimnazjum męskie w Batumi przy ul. Ninoszwili 35, obecnie siedziba Państwowego Uniwersytetu im. Szoty Rustawelego (1897);
- Sąd Apelacyjny w Kutaisi (1898-1900);